# بنسو سورال
بنسو سورال (به ترکی استانبولی: Bensu Soral)(زادهٔ ۲۳ مارس ۱۹۹۱ میلادی) بازیگر و مدل اهل ترکیه است. او خواهر کوچک‌تر بازیگر ترک هانده سورال است.

## زندگی و حرفه
سورال در دبیرستان آنگول آناتولی در بورسا تحصیل کرد. وی همچنین هنوز در حال تحصیل در رشته گرافیک در دانشکده هنرهای زیبا دانشگاه مرمره است. او حرفه بازیگری را با حمایت خواهرش هانده سورال که یک بازیگر است آغاز کرد. وی برای اولین بار او با مجموعه تلویزیونی «جدایی راه» در صفحه تلویزیون ظاهر شد.

## فیلم‌شناسی
| تلویزیون  | تلویزیون             | تلویزیون             | تلویزیون |
| سال       | عنوان                | نقش                  | یادداشت  |
| --------- | -------------------- | -------------------- | -------- |
| ۲۰۱۲      | جدایی راه            | عایشه                | نقش مکمل |
| ۲۰۱۳      | وجدان                | موگ                  | نقش مکمل |
| ۲۰۱۴      | گردن خم می‌شود        | میرا                 | نقش مکمل |
| ۲۰۱۵      | دروغگوهای کوچک شیرین | آصلی                 | نقش اصلی |
| ۲۰۱۶–۲۰۱۷ | نفوذی                | ملک دومان معشوق سارپ | نقش اصلی |
| ۲۰۲۱      | سقف های شیشه ای      | لیلا                 | نقش اصلی |

| سینما | سینما                              | سینما        | سینما    |
| سال   | عنوان                              | نقش          | یادداشت  |
| ----- | ---------------------------------- | ------------ | -------- |
| ۲۰۱۸  | بیرون ۲                            | لیلا اوزدمیر | نقش اصلی |
| ۲۰۱۹  | کارهای سازمان یافته ۲: مارپیچ کپور | نازلی نویان  | نقش اصلی |
| ۲۰۲۱  | مست عشق                            | مریم خاتون   | نقش اصلی |

| موزیک ویدیو | موزیک ویدیو    | موزیک ویدیو |
| سال         | خواننده        | ترانه       |
| ----------- | -------------- | ----------- |
| ۲۰۱۳        | مورات دالکیلیچ | سرنوشت      |